# Валентин
Валенти́н — мужское личное имя латинского происхождения; восходит к лат. valens (родительный падеж valentis) — «здоровый, сильный»; Valentis (Валент) — латинское имя, от которого образовалась уменьшительная форма Valentinus, обретшая самостоятельность. Церковная форма имени — Уаленти́н. Распространённая краткая форма — Ва́ля. Женское парное имя — Валентина.

## История имени
Имя Валентин в христианском именослове соотносится с несколькими раннехристианскими святыми, но прежде всего со священномучениками Валентином, епископом города Интерамны, и пресвитером Валентином Римским, а также мучеником Валентином Доростольским, воином, принявшем смерть за открытое исповедание христианства (все трое жили, согласно преданиям, в III веке).
Возможно, что пресвитер Валентин Римлянин и Валентин, епископ Интерамны — одно и то же лицо (см. об этом в статье Святой Валентин). День памяти о Валентине Интерамнском и о Валентине Римском, установленный в католической традиции 14 февраля, стал популярным международным праздником (см. День святого Валентина). В православной традиции память о епископе Интерамны отмечается 30 июля (12 августа), о римском пресвитере — 6 (19) июля.

## Частотность имени
В русской традиции именования в Средние века за именем Валентин закрепился статус имени, употреблявшегося только в среде монашества и священнослужителей; имя у мирян почти не встречалось вплоть до второй половины XIX века. В первые годы после Октябрьской революции имя Валентин стало весьма востребованным. Например, по подсчётам А. Я. Шайкевича, в Москве в период 1924—1932 годов частотность имени у новорождённых составляла 31 ‰ (то есть выявлялся 31 носитель имени в 1000 учтённых; 9-е место среди наиболее популярных имён в столице в те годы).
Сведения о частотности имён у новорождённых ленинградцев, которые собрали А. В. Суперанская и А. В. Суслова за несколько десятилетий, показывают, что имя Валентин пережило пик популярности в первой половине XX века. Так, у родившихся в 1920—1930-е годы, частотность имени составляла 16 ‰, у родившихся в 1940—1950-е годы — 34 ‰, тогда как у новорождённых 1960—1970-х годов частотность снизилась до 1 ‰, а в 1980-е она составляла 3 ‰.
Невысокие показатели зафиксированы в статистике частотности имён у новорождённых в 1961 году, собранной В. А. Никоновым по нескольким регионам центральной России. Имя Валентин в начале 1960-х употреблялось как в городах, так и в сёлах, с небольшим перевесом у сельчан. Так, в городах частотность колебалась от 1 ‰ (во Владимире) и 2 ‰ (в Костроме и Тамбове) до 3 ‰ (в Ульяновске и Пензе) и 4 ‰ (в Калуге и Курске); на селе эти показатели варьировались от 2 ‰ и 4 ‰ (сельские районы Калужской и Самарской областей) до 8 ‰ и 9 ‰ (в сельских районах Тамбовской и Костромской областей соответственно). В. А. Никонов также отмечал, что более широкому распространению мужского имени Валентин воспрепятствовала экспансия женского парного имени Валентина, чрезвычайно востребованного в 1920—1960-е годы.

## Родственные имена
Помимо парного женского имени, традиционный православный именослов содержит упоминавшееся выше имя Вале́нт (церковная форма Уале́нт). Старые святцы (до пересмотра церковного календаря в конце XIX века) содержали также имя Вале́нс, образованное от того же корня; сведения об употребимости этих имён отсутствуют.

## Именины
Православные именины (даты приводятся по григорианскому календарю):
- 24 апреля, 7 мая, 1 июня, 20 июня, 19 июля, 12 августа, 4 октября, 11 октября, 9 ноября, 2 декабря.

Для имени Валент:
- 1 марта, 22 марта.